# Het Stedelijk Lyceum Enschede
Het Stedelijk Lyceum Enschede is een in Enschede gevestigde openbare scholengemeenschap voor het voortgezet onderwijs.

## Richtingen
De school biedt, verdeeld over zeven locaties, de schooltypen gymnasium, atheneum, havo, alle varianten vmbo, lwoo en praktijkonderwijs aan.
Daarnaast geeft de school (taal-)onderwijs aan niet-Nederlandstalige leerlingen in de Internationale Schakelklas. Het Stedelijk Lyceum heeft op de verschillende locaties speciale muziek-, theater-, dans-, sportstromen, evenals een tweetalige (Engels-Nederlands) stroom.

## Opbouw school
Het Stedelijk Lyceum is het product van een door de gemeente Enschede geïnitieerde fusie in 1995, waarbij alle openbare middelbare scholen in Enschede samengingen. Het Schuttersveldcollege, Scholengemeenschap Zuid, het Kottenpark College en Praktijkschool de Wissel zijn in de fusieschool opgegaan. De namen van deze scholen zijn grotendeels als naam voor de locatie behouden. Het onderwijs wordt op 7 verschillende locaties aangeboden: Het Kottenpark, College Zuid, Zwering, vakschool het Diekman, ISK (Internationale Schakelklassen), Innova en Het Stedelijk Alpha. De verschillende locaties hebben elk nog een eigen directie, opzet, sfeer en grotendeels een eigen docententeam.

### College Zuid
College Zuid onderscheidt zich vooral doordat het sinds 1992 een officieel tweetalig onderwijs (TTO)(62 %) Engels-Nederlands aanbiedt. Dat betekent dat de volgende vakken niet in het Nederlands maar in het Engels onderwezen worden: geschiedenis, aardrijkskunde, biologie, wiskunde, economie, gym en handvaardigheid. Voor Frans en Duits geldt dat de eerste ondersteunende taal het Engels is. Ook is er sinds 2011 een international school gevestigd voor leerlingen die geen Nederlands spreken.
Daarnaast heeft College Zuid een sportstroom, en een speciaal loot-programma. De ouderraad van Zuid bestaat al sinds de jaren 70 van de vorige eeuw.

### Kottenpark
De huidige locatie het Kottenpark heeft een lang verleden als zelfstandige school. Zo was de school eerder bekend onder de naam De Twentsche industrie- en handelsschool, die was gelegen aan de Haaksbergerstraat in Enschede. Dit was de eerste Nederlandse middelbare school naar de ideeën van Thorbecke. In 1868 nam de gemeente Enschede de school over als Nederlandsche school voor nijverheid en handel en nog later als Gemeentelijk Lyceum. In de school vonden HBS-b en MMS onderdak.
In 1958 verhuisde de school naar het huidige gebouw van architect J. Kuiper, op een 3,5 hectare groot terrein aan de Lyceumlaan 30. Het gebouw werd onder meer voorzien van bomvrije kelders en voor die tijd zeer ruime en lichtrijke lokalen. Eind jaren 60 groeit de school door in het kader van de Mammoetwet te fuseren met twee mavo-scholen. Er waren toen meerdere locaties in de stad betrokken, onder andere aan de Hofstedeweg en de Boddenkampstraat. Middels een wedstrijd om 100 gulden werd de naam Kottenpark College gekozen.
Tegenwoordig slaat Het Kottenpark uitsluitend op het gebouw aan de Lyceumlaan. De school biedt de schooltypen gymnasium, atheneum en havo aan.  Het Kottenpark voert binnen het Stedelijk Lyceum het meest uitgebreide culturele programma. In samenwerking met de lokale muziekschool, theaterinstelling Concordia en het conservatorium heeft het speciale muziek-, theater- en dansstromen in huis. Daarnaast is er versterkt talenonderwijs Duits alsmede een loot-programma via zusterlocatie het Zuid.

### Het Stedelijk Zwering
Op Het Stedelijk Zwering, voorheen De Stedelijke Mavo en Juniorcollege Zwering, is er een aanbod voor eerste- tot vierdejaars leerlingen. De locatie is wat leerlingenaantal betreft kleiner dan gemiddeld. Dit heeft als voordeel dat er veel persoonlijke aandacht voor de leerlingen is. Het Stedelijk Zwering is een breed instroompunt. Het onderwijsaanbod reikt er namelijk van het beroepsgerichte vmbo tot en havo. Na de eerste twee jaar stromen leerlingen door naar een van de twee bovenbouwlocaties van Het Stedelijk Lyceum.

### Het Stedelijk Diekman
Op Het Stedelijk Diekman, voorheen Praktijkschool De Wissel, worden leerlingen begeleid op weg naar hun zelfstandig functioneren in de maatschappij, waarbij een plaats voor hen op de arbeidsmarkt het voornaamste doel is. De leerlingen worden breed opgeleid in theorie en praktijk. De beroepscompetenties zijn passend bij het beroep en bij de leerling.

### ISK (Internationale Schakelklassen)
Leerlingen van de ISK komen uit de hele wereld. Het ISK levert onderwijs op maat, zodat leerlingen zo spoedig mogelijk naar een vorm van Nederlands onderwijs geschakeld kunnen worden. Omdat de school een schakel is tussen het verleden van de leerlingen in het eigen land en hun toekomst in Nederland, wil het ISK de leerlingen geborgenheid en veiligheid bieden.

## Geschiedenis

### Scholingsboulevard
Vanaf het schooljaar 2008/2009 zijn vrijwel alle praktische vmbo-richtingen in Enschede gebundeld in de Scholingsboulevard. Dit is een gezamenlijk project van de confessionele scholengemeenschap het Bonhoeffer College, Het Stedelijk Lyceum, het ROC van Twente en de gemeente Enschede. De idee is onder meer de aansluiting tussen het vmbo en mbo te verbeteren. Vrijwel elke vmbo-leerling in Enschede bezoekt daarom nu vanaf de derde klas tot in het mbo de scholingsboulevard. Op twee locaties ten zuiden van het centrum van Enschede is daartoe op de onderwijsideologie toegespitste nieuwbouw gekomen, die in 2009 volledig gereed zal zijn.
Vlak na de eerste opening, in september 2008, waren er organisatorische problemen op de scholingsboulevard. Als gevolg van enorme lesuitval moesten schoolexamens worden aangepast.
Er was veel protest van ouders. In januari 2009 hebben de ouders uit de pas laat bij elkaar geroepen klankbordgroepen zich uitgeroepen als "Ouderraad SBE". Op 10 maart is deze ouderraad informeel geïnstalleerd door de toenmalige directeur.

## Onderwijsvernieuwing
Vanaf het schooljaar 2004-2005 werd op vrijwel alle locaties van Het Stedelijk Lyceum een onderwijsvernieuwing in gang gezet. Hiervoor ging men uit van de ideologieën van het zogenaamde 'nieuwe leren'.

## Gymnasium
In samenwerking met de Stichting Categoraal Gymnasium onderzoekt Het Stedelijk Lyceum de mogelijkheden voor een nevenvestiging van Het Kottenpark waar het gymnasiumonderwijs wordt ondergebracht. In het schooljaar 2011-2012 kunnen leerlingen echter nog, zoals in de huidige situatie, gymnasiumonderwijs volgen op de locaties Kottenpark én Zuid.

## Bekende oud-leerlingen
- Femke Halsema (1966), politica (volgde van 1978 tot 1984 de havo op het Kottenpark College), burgemeester van Amsterdam
- Marjet van Zuijlen (1967), ex-politica voor de Partij van de Arbeid (volgde van 1979 tot 1985 het vwo op het Kottenpark College)
- Harm Jacob Edens (1961), presentator en tekstschrijver. (Zat op Scholengemeenschap zuid - eind jaren 70)
- Marianne Langkamp (1971), politica voor de SP (volgde van 1983 tot 1989 VWO op de Scholengemeenschap Zuid)
- Simone Angel (1971), presentatrice MTV Europe van 1991-1999 (zat op scholengemeenschap Zuid- eind jaren 80)
- Merel Corduwener (1991), illustratrice (havo op het Kottenpark College)
- Scato van Opstall (1906-2000), rechter en hoogleraar privaatrecht (gymnasium-bèta)